# Anticiclón boliviano

El anticiclón boliviano sobre el Altiplano andino.

El anticiclón boliviano, también conocido como alta de Bolivia, es un sistema de alta presión atmosférica que se forma en diciembre y permanece como un fenómeno destacado hasta marzo, durante el verano en el hemisferio sur, sobre el Altiplano boliviano. Su centro climatológico se encuentra aproximadamente en las coordenadas 17°S - 70°O, y es un componente crucial del sistema del monzón sudamericano en su fase madura. Este fenómeno controla los patrones de vientos y la distribución de lluvias en gran parte de Sudamérica, y ha sido estudiado utilizando tanto datos observacionales como modelos climáticos para comprender mejor sus causas y efectos en la climatología regional.

## Descripción
El anticiclón boliviano surge principalmente debido a la influencia de la precipitación en la cuenca amazónica, los Andes centrales y la zona de convergencia del Atlántico Sur (ZCAS). Estos sistemas de precipitación generan patrones de circulación que forman una alta presión en los niveles altos de la atmósfera sobre el Altiplano, conocido como el anticiclón boliviano, acompañado por una baja presión en el este, conocida como la baja del noreste.
La presencia del anticiclón boliviano y su ubicación sobre el Altiplano influyen también en la formación de diferentes tipos de nubes sobre el continente, debido a los patrones de circulación atmosférica que genera. Este fenómeno transporta masas de aire húmedo sobre los Andes, un proceso que está estrechamente relacionado con la intensidad del monzón sudamericano del verano austral (MSVA) y su ubicación latitudinal. Durante los períodos lluviosos, el anticiclón se sitúa en los 19°S, provocando vientos más intensos sobre los subtrópicos y una marcada curvatura anticiclónica. En días secos, sin embargo, el anticiclón se desplaza hacia el norte entre 4 y 5 grados, generando una circulación más débil y mayormente zonal, afectando la región ocupada por la corriente en chorro subtropical. En niveles cercanos a los 600 hPa, sobre la meseta altiplánica, estas diferencias se vuelven más pronunciadas, ya que durante los días lluviosos, el anticiclón se centra alrededor de los 20°S, mientras que en los días secos, se forma una vaguada en latitudes subtropicales con una notable convergencia en su parte frontal. Cuando el anticiclón se desplaza al norte, aumentan las precipitaciones en la vertiente occidental de los Andes, y cuando se desplaza al sur, las lluvias disminuyen.
Aunque los Andes juegan un papel importante en la formación del anticiclón, su influencia es menor de lo que se pensaba originalmente. Los estudios muestran que su contribución se limita a modificar ligeramente la estructura de los sistemas atmosféricos, más que ser un factor decisivo en la creación del anticiclón.
El anticiclón se caracteriza por un núcleo cálido en su centro, mantenido por subsidencia al suroeste de éste. Este núcleo cálido está presente por debajo de los 150 hPa, alcanzando su máximo a 300 hPa. Por encima de este nivel, se encuentra una capa delgada de aire frío, a altitudes superiores a 150 hPa, principalmente al oeste de la región de convección profunda sobre la cuenca amazónica. Además, su estructura troposférica presenta un núcleo cálido en la parte inferior, cubierto por aire más frío en la estratosfera superior, lo que refuerza su estabilidad. Este fenómeno está estrechamente vinculado a los episodios de convección profunda sobre la cuenca amazónica, donde la liberación de calor latente, asociada a la precipitación, juega un papel clave en la formación y el mantenimiento del anticiclón.
La variabilidad en la posición e intensidad del anticiclón boliviano se ha observado en diversas escalas temporales, desde cambios estacionales hasta interanuales. Durante episodios de convección intensa, su localización e intensidad fluctúan, lo que tiene un impacto significativo en el clima de las regiones adyacentes, como la estación lluviosa de la Amazonía y el clima seco en el noreste de Brasil.

## Importancia climática y simulación
Diversos modelos de circulación general (MCG) han sido utilizados para analizar el comportamiento del anticiclón boliviano. Entre ellos, el modelo LMDZ/CIMA ha demostrado ser eficaz en representar las características térmicas y de movimiento a 300 hPa. Sin embargo, los experimentos con resoluciones más altas han mostrado limitaciones relacionadas con las parametrizaciones físicas, lo que ha generado problemas en la representación de la circulación. En estudios con el modelo en baja resolución, se observó que las circulaciones anticiclónicas se ajustan a la realidad, aunque su estructura tiende a estar algo elongada en dirección de los Andes.
La importancia de la convección amazónica es fundamental en la formación del anticiclón boliviano, y los experimentos numéricos han revelado que los cambios en la resolución del modelo pueden alterar significativamente la representación de los sistemas de precipitación. Cuando la resolución se incrementa, la convección se distribuye a lo largo de los Andes, lo que reduce el desarrollo de la convección en la cuenca amazónica, lo que implica una interacción compleja entre los procesos convectivos y la orografía.